# 原町 (草加市)
原町（はらちょう）は、埼玉県草加市の町名。現行行政地名は原町一丁目から三丁目。かつては川口市に属する安行原であったが、その一部を旧草加町時代に編入した経緯から原町の地名がある。もとは江戸期より存在したひとつの原村であった。

## 地理
草加市西部の沖積平野に位置し、北で新栄町、北西で川口市安行吉蔵、西で川口市安行原、南で北谷、東で新善町に接する。東境を伝右川を流れる。かつては上野学園大学短期大学部が立地していた。

## 歴史
- 1957年（昭和32年）5月1日 - 川口市との境界変更を実施、川口市大字安行原の一部（東部の一部）が草加市に編入。草加町安行原が成立。（周辺の北谷・小山・苗塚・花栗も同時に草加町へ）
- 1958年（昭和33年）11月1日 - 市制施行と同時に編入した安行原を原町に町名変更[4][5]。
- 1988年（昭和63年）10月10日 - 第5次住居表示の実施により[6]、原町一丁目から三丁目に変更。
- 1992年（平成4年）11月27日 - 地内に東京外環自動車道が建設され、開通する。前日には国道298号も開通。

## 世帯数と人口
2017年（平成29年）10月1日現在の世帯数と人口は以下の通りである。
| 丁目       | 世帯数    | 人口    |
| ---------- | --------- | ------- |
| 原町一丁目 | 539世帯   | 1,353人 |
| 原町二丁目 | 592世帯   | 1,844人 |
| 原町三丁目 | 336世帯   | 744人   |
| 計         | 1,467世帯 | 3,941人 |

## 小・中学校の学区
市立小・中学校に通う場合、学区は以下の通りとなる。
| 丁目       | 番地 | 小学校             | 中学校             |
| ---------- | ---- | ------------------ | ------------------ |
| 原町一丁目 | 全域 | 草加市立清門小学校 | 草加市立新栄中学校 |
| 原町二丁目 | 全域 | 草加市立清門小学校 | 草加市立新栄中学校 |
| 原町三丁目 | 全域 | 草加市立清門小学校 | 草加市立新栄中学校 |

## 交通

### 鉄道
地内に鉄道は敷設されていない。東武伊勢崎線（東武スカイツリーライン）の獨協大学前駅が最寄りとなる（徒歩15分程度）。

### 道路
- 東京外環自動車道
  - 草加インターチェンジ
- 埼玉県道328号金明町鳩ヶ谷線
- さくらんぼ通り

## 施設
- 埼玉県立草加西高等学校
- 埼玉県立草加かがやき特別支援学校草加分校
- 原町コミュニティセンター
- 草加原町住宅
- 原町会館
- 沖田笠間稲荷神社
- 令和ふれあい公園
- 原第2公園
- 原第4公園